# Petros Chrysochos
Petros Chrysochos (griechisch Πέτρος Χρυσοχός; * 8. April 1996 in Larnaka) ist ein zyprischer Tennisspieler.

## Karriere
Petros Chrysochos spielte im Kalenderjahr 2014 auf der Junior Tour bei allen vier Grand-Slam-Turniere. Bei den Australian Open erreichte er 2014 das Viertelfinale, das er gegen Quentin Halys verlor. Im French-Open-Achtelfinale unterlag er Andrei Rubljow. In Wimbledon scheiterte er im Doppel erst im Halbfinale. Mitte des Jahres stand er damit auf Platz 19 der Junior-Weltrangliste.
Bei den Profis trat er erstmals 2013 auf der drittklassigen ITF Future Tour in Erscheinung. Bis 2014 gewann er dort kein Match, schaffte dann überraschend in Scharm asch-Schaich ohne Satzverlust sein erster Turniersieg. Kurz vor Jahresende folgte ein weiterer Titel sowie ein Finaleinzug. 2015 gewann er seinen dritten Titel und erreichte einige Halbfinals, kam zudem zu seinen ersten Einsätzen auf der höherklassigen ATP Challenger Tour, sodass er den Einzug in die Top 500 der Weltrangliste schaffte. 2015 begann der Zyprer ein Studium an der Wake Forest University, wo er College Tennis spielte. In der Saison 2016/2017 gelang ihm ein Sieg bei den ITA Men’s All-American Championships, einem bedeutenden College-Tennis-Turnier. Er wurde in der Saison der viertbeste College-Tennisspieler. Wegen seines Erfolgs wurde ihm von der Turnierleitung des ATP-World-Tour-Events in Winston-Salem eine Wildcard für den Einzelbewerb zugesprochen. Dort unterlag er dem Serben Dušan Lajović glatt in zwei Sätzen.
Anfang 2018 wird er nicht mehr in der Weltrangliste geführt, da er durch sein Studium kaum noch Turniere spielen kann.

### Davis Cup
2013 debütierte Chrysochos, 17-jährig, für die zyprische Davis-Cup-Mannschaft mit einer Niederlage im Einzel sowie einem Sieg im Doppel. Bislang hat er eine Bilanz von 12:9.